# 紐斯特德修道院
紐斯特德修道院（Newstead Abbey）是英國的一座修道院，位於諾丁漢郡。

## 历史
紐斯特德修道院由亨利二世始建於1163年 。自1539年開始，由於亨利八世廢除修道院的緣故，紐斯特德修道院轉為民宅，由拜倫家所有。著名詩人拜倫勳爵也曾是這座修道院的所有者。現在紐斯特德修道院由諾丁漢市所有，對一般公眾開放。修道院內有16種不同風格的庭園。